# Mahamadou Sidibè
Mahamadou Sidibè (ur. 8 października 1978 w Bamako) – malijski piłkarz grający na pozycji bramkarza.

## Kariera klubowa
Sidibè piłkarską karierę rozpoczął w Mali w AS Real Bamako, gdzie grał w latach 1994-1997. Następnie występował w egipskim El Qanah FC. W 1999 roku wyjechał do Arabii Saudyjskiej i przez rok bronił bramki tamtejszego zespołu Al-Ahli Dżudda. W 2001 roku trafił do Grecji, a jego pierwszym klubem w tym kraju był drugoligowego Athinaikosu. Po roku trafił do greckiej ekstraklasy, kiedy to został bramkarzem Egaleo FC. W 2004 roku zajął z nim 5. miejsce w lidze, a w sezonie 2004/2005 wystąpił w fazie grupowej Pucharu UEFA. W 2006 roku przeszedł do Kerkyry, ale spadł z nią do drugiej ligi. W sierpniu 2007 podpisał kontrakt z innym drugoligowym klubem, PAS Janina. W latach 2008–2009 występował w cypryjskim Ethnikosie Achna, a od lata 2009 do lata 2010 był piłkarzem Omonii Nikozja.
| Sezon   | Klub           | Kraj             | Rozgrywki                 | Mecze | Bramki |
| ------- | -------------- | ---------------- | ------------------------- | ----- | ------ |
| 1994/95 | AS Real Bamako | Mali             | Première Division         | ?     | ?      |
| 1995/96 | AS Real Bamako | Mali             | Première Division         | ?     | ?      |
| 1996/97 | AS Real Bamako | Mali             | Première Division         | ?     | ?      |
| 1997/98 | El Qanah FC    | Egipt            | 1. liga                   | ?     | ?      |
| 1998/99 | El Qanah FC    | Egipt            | 1. liga                   | ?     | ?      |
| 1999/00 | Al-Ahli Dżudda | Arabia Saudyjska | 1. liga                   | ?     | ?      |
| 2000/01 | Al-Ahli Dżudda | Arabia Saudyjska | 1. liga                   | ?     | ?      |
| 2001/02 | Athinaikos     | Grecja           | Beta Ethniki              | 14    | 0      |
| 2002/03 | AO Egaleo      | Grecja           | Alpha Ethniki             | 19    | 0      |
| 2003/04 | AO Egaleo      | Grecja           | Alpha Ethniki             | 18    | 0      |
| 2004/05 | AO Egaleo      | Grecja           | Alpha Ethniki             | 30    | 0      |
| 2005/06 | AO Egaleo      | Grecja           | Alpha Ethniki             | 14    | 0      |
| 2006/07 | Kerkira        | Grecja           | Alpha Ethniki             | 30    | 0      |
| 2007/08 | PAS Janina     | Grecja           | Beta Ethniki              | 4     | 0      |
| 2008/09 | Ethnikos Achna | Cypr             | Protathlima A’ Kategorias | 31    | 0      |
| 2009/10 | Omonia Nikozja | Cypr             | Protathlima A’ Kategorias | 2     | 0      |

## Kariera reprezentacyjna
W reprezentacji Mali Sidibè zadebiutował w 2002 roku. W tym samym roku znalazł się w kadrze na Puchar Narodów Afryki 2002. W 2004 roku zajął z rodakami 4. miejsce w Pucharze Narodów Afryki 2004. W 2008 roku Jean-François Jodar powołał go na Puchar Narodów Afryki 2008. Z kolei w 2010 roku wystąpił w Pucharze Narodów Afryki 2010.